# The First Emperor
The First Emperor is een studioalbum uitgebracht onder de naam van Isao Tomita uit 1994. Het is muziek bij een documentaire (50 minuten) van de Japanse staatsomroep Nippon Hoso Kyokai. 
De compact disc die verscheen bij het internationale platenlabel Wea International is alleen in Japan uitgegeven. Alle titels behalve de eerste en de laatste (The First Emperor) zijn in het Japans. Men gaat ervan uit dat Tomita alleen op de hoes vermeld stond omdat hij de muzikale leiding had; Yuichi Mizusawa speelde en heeft ook het grootste deel van de muziek gecomponeerd. Op de site van Tomita zelf ontbreekt het album geheel, hetgeen bovenstaande bevestigt. Ook op de Internet Movie Database wordt de muziek toegeschreven aan Mizusawa, doch verdere info ontbreekt behalve de Duitse scriptschrijver van de Duitse versie Das Geheimnis der Terrakotta-Armee; Die erste chinesische Kaiser, Walter Flemmer. Het zou gaan om een documentaire van Tomoki Kitamori over het terracottaleger. Ook Discogs kent het album niet.
Op het album staan zeventien tracks.